# Гашпар, Бруну
Бруну Мигел Боялву Гашпар (порт. Bruno Miguel Boialvo Gaspar; род. 21 апреля 1993, Эвора, Португалия) — португальский и ангольский футболист, защитник клуба «Витория Гимарайнш» и сборной Анголы.

## Клубная карьера
Гашпар — воспитанник столичного клуба «Бенфика». 6 января 2013 года в матче против «Санта-Клары» он дебютировал в Сегунда-лиге в составе дублирующего состава. Летом 2014 года для получения игровой практики Бруну на правах аренды перешёл в «Витория Гимарайнш». 14 сентября в матче против «Порту» он дебютировал в Сангриш-лиге. По окончании аренды клуб выкупил трансфер футболиста.
Летом 2017 года Гашпар перешёл в перешёл в итальянскую «Фиорентину», подписав контракт на пять лет. 27 августа в матче против «Сампдории» он дебютировал в итальянской Серии A.
Летом 2018 года Гашпар перешёл в лиссабонский «Спортинг», подписав контракт на пять лет.
31 августа 2019 года Гашпар отправился в аренду в греческий «Олимпиакос».
9 марта 2021 года Гашпар был взят в аренду клубом MLS «Ванкувер Уайткэпс» до конца сезона 2021 с опцией выкупа. За «Уайткэпс» он дебютировал 24 апреля в матче против «Торонто», заменив на 87-й минуте Майкла Балдисимо. 23 октября в матче против «Сан-Хосе Эртквейкс» он забил свой первый гол в MLS. По окончании сезона 2021 «Ванкувер Уайткэпс» решил не выкупать Гашпара у «Спортинга».
В январе 2022 года Гашпар вернулся в «Витория Гимарайнш», подписав с клубом контракт до 2026 года. Трансфер обошёлся в 1,5 млн евро.

## Международная карьера
За сборную Анголы Гашпар дебютировал 8 июня 2019 года в неофициальном товарищеском матче со сборной Гвинеи-Бисау. Принимал участие в Кубке африканских наций 2019.

## Достижения
«Спортинг»
- Обладатель Кубка Португалии: 2018/19
- Обладатель Кубка португальской лиги: 2018/19

 «Олимпиакос»
- Чемпион Греции: 2019/20
- Обладатель Кубка Греции: 2019/20